# Zozulińce (rejon ostrogski)
Zozulińce – dawna wieś na Ukrainie w rejonie ostrogskim obwodu rówieńskiego nad rzeką Horyń. Obecnie stanowi część wsi Brodów.

## Położenie
Dawniej wieś w gminie Chorów (powiat zdołbunowski) była położona na północ od wsi Brodów (Бродів) i na południe od wsi Stadniki (Стадники).